# 엔디카 과로체나
엔디카 과로체나 아르수비아가(스페인어: Endika Guarrotxena Arzubiaga, 1961년 10월 26일, 바스크주 빌바오 ~)는 줄여서 엔디카(스페인어: Endika)로도 알려진 스페인의 전직 축구 선수로, 현역 시절 공격수로 활약했다.
그는 현역 시절에 아틀레틱 빌바오에서 주로 활약했는데, 1984년에 리그와 코파 델 레이 동시 석권에 일조했는데, 특히 결승전에서 결승골의 주인공이 되었다. 그는 바야돌리드에서도 라 리가 경기 출전 경험이 있었다.
이후 그는 아마추어 구단 게초의 감독을 역임하기도 했다.

## 선수 경력

### 아틀레틱 빌바오
엔디카는 바스크 주 비스카이아 도 빌바오 출신으로, 아틀레틱 빌바오 유소년부를 졸업하였다. 1979-80 시즌, 그는 지역 리그인 3부 리그에 속한 소속 구단의 2군 선수단인 빌바오 아틀레틱에서 성인 무대를 치렀다. 2년차의 중반인 1980년 11월 30일에 아틀레틱의 1군 선수단 첫 경기를 치렀는데, 레알 소시에다드와의 원정 경기에서 막판 만회골을 기록했지만 1-4 대패를 막기에는 역부족이었다.
그는 그 다음 시즌 시작을 앞두고 1군으로 정식 승격 되었지만, 7번의 리그 경기와 3번의 코파 델 레이 경기에 출전하는데 그쳤고, 주로 교체 선수로 투입되기 일쑤였다. 하비에르 클레멘테의 지도 하에 아틀레틱은 손꼽히는 중흥기를 맞이하게 되었는데, 이 기간 동안 빌바오는 1982-83 시즌과 1983-84 시즌에 연달아 리그 정상에 올랐고, 이어지는 2시즌 동안에도 리그 3위의 성적을 거두었다. 엔디카는 두 차례 리그 우승 중 한 번을 같이하지 못했는데, 그는 3부 리그의 세우타로 임대되어 1982-83 시즌을 보냈기 때문이었다.
빌바오 복귀 후, 그는 더 많은 출전 기회를 얻었는데, 1983-84 시즌에 23경기 출전하였고, 소속 구단은 리그 정상을 성공적으로 방어했다. 그는 수페르코파 데 에스파냐 1983 2차전에도 출전해 득점을 올렸지만, 바르셀로나에 패했고, 코파 델 레이 결승 진출하는 과정에 컵대회 6경기 출전했는데, 레알 마드리드를 승부차기 끝에 제쳤던 준결승전에는 두 경기 모두 출전했다. 그는 바르셀로나와의 결승전에도 선발로 출전해 14분에 왼발로 이 경기의 1-0 결승골을 차넣었다. 그러나, 그의 업적은 경기가 끝나고 양 선수들이 벌인 난투극으로 인해 퇴색되었다. 아틀레틱은 1984년에 리그와 컵 대회를 모두 석권해 2관왕을 달성함에 따라 수페르코파 데 에스파냐를 자동으로 획득했고, 이듬해에도 코파 델 레이 결승전에 올랐지만 이번에는 아틀레티코 마드리드에 1-2로 패했고, 교체로 들어간 엔디카의 만회골로 영패를 면하는 데에 만족하여야 했다.
1986-87 시즌, 엔디카는 동료 공격수 호세 마리아 노리에가가 장기간 결장해 더 많은 출전 기회를 얻었고, 아틀레틱에서 30경기 출전해 이 중 절반의 경기에서 90분을 소화하며 물오른 기량을 선보였다. 그러나, 그는 5골을 득점하는 데에 그쳤고, 1987년 6월 20일에 열린 라스 팔마스와의 원정 경기에서 2-1 승리를 돕는 것으로 더 이상 아틀레틱의 경기에 출전하지 않았다.

### 말년
1987년 여름, 엔디카는 또다른 1부 리그 구단인 바야돌리드로 이적해 24번의 리그 경기에 출전했지만, 3골을 득점하는 데에 그쳤고, 시즌 말에는 주전 경쟁에서 밀려났다. 그는 2부 리그 마요르카에서 더 적은 출전 기회를 잡았고, 15번의 경기에서 도합 626분의 경기에 출전해 2골을 기록하는 데에 그쳤으나, 소속 구단이 리그 4위로 승격을 이룩하도록 도왔다.
엔디카는 그해 여름에 또다시 둥지를 옮겼는데, 스페인 본토를 다시 밟아 더 아래 리그인 세군다 B의 에르쿨레스에 입단했다. 알리칸테에서 그는 더 많은 출전 기회를 얻었지만, 리그 13위에 그쳤고, 같은 리그에서 5위를 차지한 이웃 베니도름으로 이적했다. 엔디카는 현역 최종 시즌에 32번의 경기에 출전해 4골을 넣었고, 베니도름은 10위의 안정적인 잔류권 성적을 거두었다.

### 국가대표팀 경력
아틀레틱 빌바오의 유망주 시절, 엔디카는 1981년에 스페인 U-19 국가대표팀에 차출되었고, 1984년에는 스페인 U-21 국가대표팀 경기에 2번 출전했다. 그는 성인 국가대표팀 출전 경험이 없다.

## 감독 경력
엔디카는 현역 시절에 스포츠 의학을 전공했고, 은퇴 후에는 소펠라나의 고등학교 체육 선생이 되었고, 축구 감독도 했다. 그는 유년 시절을 보냈었던 아마추어 구단 게초의 감독을 맡았는데, 이전에 유소년부를 맡았던 구단의 지휘봉을 2011년에 잡았고, 디비시온 데 오노르 데 비스카이아에서 [[테르세라 디비시온 (4부 리그)로 1년차에 아들 마르켈을 비롯한 여러 선수들과 함께 승격을 이룩했다. 그러나, 게초는 2012-13 시즌 마지막 경기 결과에 따라 강등되었는데, 발마세다가 마지막 경기에 승리하면서 게초의 승패가 무의미하게 되었다.

## 사생활
엔디카의 조카는 이케르 과로체나로 아틀레틱 빌바오 유소년부 출신이지만, 미란데스 등에서 프로 선수로 활약했었다.
그는 정치 활동도 했는데, 주로 좌익 단체를 지지하며 대표적으로 EH 빌두 (바스크 민족주의 연합)를 지지하였다. 2012년, 그는 아틀레틱 빌바오와 레알 소시에다드 전직 선수들 간의 ETA 전쟁 포로를 위한 자선 경기에 참가했다.

## 수상
아틀레틱 빌바오
- 라 리가: 1983–84[1]
- 코파 델 레이
  - 우승: 1983–84[2]
  - 준우승: 1984–85[5]